# 新井桜奈
新井 桜奈（あらい さくらな）は、日本の構成作家、ライター、カウンセラー、セラピスト、ヒーラー、ミディアム。日本脚本家連盟会員。
夫は漫画家、イラストレーターの新井キヒロ。

## 概要
高校時代、とんねるずのオールナイトニッポンの常連ハガキ職人となったのをきっかけに、短大在学中から放送作家見習いとして活動。
卒業後、当時、秋元康を主幹としていたテレビ番組制作プロダクション・オフィスクレッシェンドと放送作家として契約。
のちにフリーとなり、放送作家業、ライター業と並行して心理学、セラピー、スピリチュアリティを学び、仕事に活かされるようになる。
家族、恋愛、セックス、パートナーシップのダイナミクス、スピリチュアリティに詳しく、それらと物書きとしての才能を融合し、構成作家、ライター、セラピスト、セミナーイベントの講師、テキスト製作、イベントプロモーターなど幅広い分野で活躍中。

## 放送作家、構成作家、ライターとしての活動

### バラエティ担当番組
- 『とんねるずのみなさんのおかげです』(フジテレビ系列)
- 『クイズ赤恥青恥』(テレビ東京系列局)
- 『NTVハプニング大賞』(日本テレビ)
- 『オリンピック特番　清水宏保物語』(フジテレビ)
- 『めちゃ×2モテたいッ!』番宣FAX番組 企画、構成、取材、執筆(フジテレビ系列)
- 『めちゃ×2イケてるッ!』番宣FAX番組、番宣WEBサイト企画、構成、取材、執筆(フジテレビ系列)
- 『音楽空間アンモナイト』(テレビ東京)
- 『黄金ボキャブラ天国』(フジテレビ系列)
- 『藤井流』(TBS)
- 『少年少女B』（テレビ朝日）
- 『社会の窓』(フジテレビ)
- 『社会の窓2』(フジテレビ)
- 『未来者』(テレビ朝日)
- 『ウチくる!?』(フジテレビ系列)
- 『ジャンクSPORTS』(フジテレビ系列)
- 『Ms.MIDNIGHT』（J-WAVE）
- 『Big Wednesday』(MBSテレビ)
- 『FNS30周年'99秋の祭典&FNS春秋の祭典2000』(フジテレビ系列)
- 『衝撃! 妻たちの制裁』（テレビ朝日）
- 『夜空ノトビラ』(TOKYO MX)
- 『とびっきり!』（TOKYO MX)
- 『完全密着! アーティスト藤井フミヤの世界』(TBS)
- 『風の時代　藤井フミヤの世界』(TBS)
- 『藤井フミヤ 2000年への瞬間』(TBS)
- 『ディスカバ!99』(TBS系列)
- 『芸能人専用タクシー し〜たく』深夜特番(テレビ東京)
- 『とんねるずのみなさんのおかげでした　ねるとん紅鯨団芸能人大会』(フジテレビ)
- 『GO!GO!EIGO』(BSフジ)

- 『Shibuya Deep A』(NHK総合テレビジョン)

### ドラマ、映画、映像関連
- フジテレビ連続ドラマ『公式モバイルサイト』コンテンツ企画、取材、構成、ノベライズ執筆 (2000〜2005年)

　　『ナースのお仕事3』『ナースのお仕事4』『ラブ・レボリューション』『ランチの女王』『天才柳沢教授の生活』
　　『美女か野獣』『あなたの隣に誰かいる』『やまとなでしこ』『WATER BOYS』『プライド』『離婚弁護士』
　　『東京湾景』『人間の証明』『ラスト・クリスマス』『不機嫌なジーン』『スローダンス』『大奥～華の乱～』
　　『電車男』『離婚弁護士2』『救命病棟24時（第3シリーズ）』などを担当
- フジテレビ系映画『公式モバイルサイト』コンテンツ構成・執筆

　　映画『HERO』映画「少林少女』映画「ゲゲゲの鬼太郎』
- TBS連続ドラマ「宣伝プロジェクト」、コンテンツ企画、取材、構成（2003年〜2006年）

　『エ・アロール』『砂の器』『汚れた舌』『ドラゴン桜』などを担当
- Watanabe Entertainment Live『WEL爆笑JAPANツアー2005』DVD企画、構成、台本、ナレーション執筆

　　(2005年、ビクターエンタテインメント)　ASIN B000BN6EUQ
- 『ソニー・ミュージックアーティスツ』公式サイトにて、所属俳優・タレント・お笑い芸人・文化人の紹介記事の　　　　取材、構成、執筆　(2009年〜2010年)

### 構成執筆協力作品
- 平池来耶（スピリチュアル・カウンセラー）著 『前世のあなたはなぜ今の誕生日を選んだのか』（ぶんか社・2009年)  『前世のあなたは運命の人とどんな約束をしたのか』（2010年）
- 高橋佐智子（気功師）著  『自然治癒力を高めるキルリアンエネルギー』（ぶんか社・2010年）
- 二村ヒトシ（AV監督・作家）著  『恋とセックスで幸せになる秘密』（イースト・プレス・2011年）  『すべてはモテるためである』　（イースト・プレス/文庫ぎんか堂・2012年）  『なぜあなたは「愛してくれない人」を好きになるのか』（2014年）
- 栗原弘美 (カウンセラー・心理トレーナー)著  『女子の最強幸福論  【恋愛】【結婚】【夫婦関係】【仕事と子育て】が意識を変えると劇的に変わる！』(BABジャパン・2018年)  『愛もお金もたっぷり！受けとる  「福女」セラピー 〜豊かさへの扉を開く心理学〜』(鷹野えみ子共著)　(BABジャパン・2019年)

### Web
- 平池来耶のモバイルサイト『来耶☆前世セラピー』 の企画、構成、取材、ライティングを担当(2005年〜2015年)
- TRINITY アラン・コーエン『セレンディピティ単独インタビュー』(PART1〜PART6 2012年)
- TRINITY アラン・コーエン × てんつくマン 対談 (PART1〜PART5 2012年)